# هيتويوشي (كوماموتو)
مدينة هيتويوشي (بالإنجليزية: Hitoyoshi)‏ هي أحد المدن التابعة لمحافظة كوماموتو. تأسست رسميًا في 11/02/1942. ويقدر عدد سكانها بـ 36556 نسمة حسب تقدير مكتب الإحصاء الياباني لعام 2012. تبلغ مساحة هيتويوشي 210.55 كم2. بكثافة سكانية تبلغ 174 نسمة/كم2.

## المناخ
يظهر الجدول التالي التغييرات المناخية على مدار السنة لهيتويوشي:
| البيانات المناخية لـهيتويوشي      | البيانات المناخية لـهيتويوشي | البيانات المناخية لـهيتويوشي | البيانات المناخية لـهيتويوشي | البيانات المناخية لـهيتويوشي | البيانات المناخية لـهيتويوشي | البيانات المناخية لـهيتويوشي | البيانات المناخية لـهيتويوشي | البيانات المناخية لـهيتويوشي | البيانات المناخية لـهيتويوشي | البيانات المناخية لـهيتويوشي | البيانات المناخية لـهيتويوشي | البيانات المناخية لـهيتويوشي | البيانات المناخية لـهيتويوشي |
| الشهر                             | يناير                        | فبراير                       | مارس                         | أبريل                        | مايو                         | يونيو                        | يوليو                        | أغسطس                        | سبتمبر                       | أكتوبر                       | نوفمبر                       | ديسمبر                       | المعدل السنوي                |
| --------------------------------- | ---------------------------- | ---------------------------- | ---------------------------- | ---------------------------- | ---------------------------- | ---------------------------- | ---------------------------- | ---------------------------- | ---------------------------- | ---------------------------- | ---------------------------- | ---------------------------- | ---------------------------- |
| متوسط درجة الحرارة الكبرى °م (°ف) | 9.3 (48.7)                   | 10.9 (51.6)                  | 14.8 (58.6)                  | 20.6 (69.1)                  | 24.3 (75.7)                  | 26.9 (80.4)                  | 30.5 (86.9)                  | 31.4 (88.5)                  | 28.3 (82.9)                  | 23.3 (73.9)                  | 17.4 (63.3)                  | 11.6 (52.9)                  | 20.8 (69.4)                  |
| المتوسط اليومي °م (°ف)            | 3.8 (38.8)                   | 5.3 (41.5)                   | 8.8 (47.8)                   | 14.5 (58.1)                  | 18.3 (64.9)                  | 21.8 (71.2)                  | 25.5 (77.9)                  | 25.9 (78.6)                  | 22.7 (72.9)                  | 16.7 (62.1)                  | 10.9 (51.6)                  | 5.5 (41.9)                   | 15.0 (58.9)                  |
| متوسط درجة الحرارة الصغرى °م (°ف) | −0.8 (30.6)                  | 0.5 (32.9)                   | 3.4 (38.1)                   | 8.9 (48.0)                   | 13.0 (55.4)                  | 17.6 (63.7)                  | 21.8 (71.2)                  | 22.0 (71.6)                  | 18.6 (65.5)                  | 11.7 (53.1)                  | 6.0 (42.8)                   | 0.7 (33.3)                   | 10.3 (50.5)                  |
| الهطول مم (إنش)                   | 78.9 (3.11)                  | 95.7 (3.77)                  | 149.4 (5.88)                 | 207.9 (8.19)                 | 244.0 (9.61)                 | 453.1 (17.84)                | 424.8 (16.72)                | 216.4 (8.52)                 | 186.7 (7.35)                 | 98.2 (3.87)                  | 84.6 (3.33)                  | 64.2 (2.53)                  | 2٬303٫9 (90.72)              |
| متوسط تساقط الثلوج سم (إنش)       | 6 (2.4)                      | 6 (2.4)                      | 1 (0.4)                      | 0 (0)                        | 0 (0)                        | 0 (0)                        | 0 (0)                        | 0 (0)                        | 0 (0)                        | 0 (0)                        | 0 (0)                        | 1 (0.4)                      | 14 (5.6)                     |
| متوسط الرطوبة النسبية (%)         | 77                           | 75                           | 75                           | 76                           | 77                           | 81                           | 83                           | 81                           | 83                           | 82                           | 82                           | 80                           | 79                           |
| ساعات سطوع الشمس الشهرية          | 122.2                        | 124.6                        | 152.1                        | 156.9                        | 167.8                        | 133.1                        | 173.6                        | 193.3                        | 150.1                        | 158.2                        | 124.3                        | 118.8                        | 1٬775                        |
| المصدر: NOAA (1961-1990)          |                              |                              |                              |                              |                              |                              |                              |                              |                              |                              |                              |                              |                              |